# Erlen
Erlen é uma comuna da Suíça, no Cantão Turgóvia, com cerca de 3.053 habitantes. Estende-se por uma área de 12,21 km², de densidade populacional de 250 hab/km². Confina com as seguintes comunas: Amriswil, Birwinken, Hohentannen, Langrickenbach, Sommeri, Sulgen, Zihlschlacht-Sitterdorf.
A língua oficial nesta comuna é o Alemão.